# +57 (песня)
«+57» — песня колумбийских певцов Кароль Джи, Feid и DFZM при участии Ovy on the Drums, Джея Бальвина, Малумы, Райана Кастро и Blessd. Она была выпущена 7 ноября 2024 года лейблами Bichota Records и Interscope. Авторами выступили исполнители и Keityn, продюсером — Ovy on the Drums. Название песни отсылает к телефонному префиксу Колумбии.

## Предыстория
Песня была анонсирована 4 ноября 2024 года в соцсетях Кароль Джи.

## Композиция
Хотя название песни отсылает к номеру телефона Колумбии, это реггетон-песня, которая исследует темы свободы, желания и сложности романтических отношений, особенно в контексте отношений и притяжения.

## Отзывы критиков и спор
Мартин Торо из Rolling Stone en Español назвал «+57» «разочаровывающей» и заявил, что песне, «несмотря на присутствие стольких талантливых артистов, никому не удаётся выделиться запоминающимся образом. Структура песни, основанная на повторяющихся стихах и общих строках, препятствует просвечиванию индивидуальных качеств каждого певца».
Песня также подверглась критике и спорам из-за строки, в которой говорилось: «Mamacita desde los fourteen». Из-за этого 11 ноября 2024 года Кароль Джи принесла извинения через свой аккаунт в Instagram, заявив:

Как артисты, мы сталкиваемся с общественным мнением и индивидуальными интерпретациями людей, которым мы нравимся, и людей, которые отличаются от того, что мы делаем. Я чувствую сильное разочарование из-за дезинформации, которая была предоставлена, о ложных постах, которые я якобы сделала и удалила из Twitter, аккаунта, которым я не пользовалась более шести месяцев. В этом случае, к сожалению, текст песни, с помощью которой я стремилась отпраздновать союз между артистами и заставила сиять мой народ… был вырван из контекста. Ничто из того, что было сказано в песне, не имеет направления, которое им было дано, и это не было сказано с этой точки зрения, но я слушаю, беру на себя ответственность и понимаю, что мне ещё многому предстоит научиться. Я чувствую себя очень затронутой и прошу прощения от всего сердца.
Billboard прокомментировал её извинения, заявив: «Стоит отметить, что Кароль поет не строчку о „14-летнем“, а скорее о некоторых мужчинах на трассе, но именно она извиняется».
После негативной реакции, 13 ноября, строка была изменена, теперь говорится «Mamacita desde los eighteen».
Кроме того, Конгресс Республики также собрал подписи для песни, которая будет удалена с цифровых платформ из-за указанной фразы.

## Музыкальное видео
Музыкальное видео вышло 7 ноября 2024 года и, как и ожидалось, показывает певцов в студии, записывающих песню.

## Чарты
| Чарт (2024)                                         | Высшая позиция |
| --------------------------------------------------- | -------------- |
| Аргентина (Argentina Hot 100)                       | 62             |
| Bolivia (Billboard)                                 | 8              |
| Chile (Billboard)                                   | 9              |
| Colombia (Billboard)                                | 1              |
| Ecuador (Billboard)                                 | 1              |
| Мир (Billboard Global 200)                          | 20             |
| Peru (Billboard)                                    | 8              |
| Spain (PROMUSICAE)                                  | 4              |
| Швейцария (Schweizer Hitparade)                     | 82             |
| Turkey International Airplay (Radiomonitor Türkiye) | 3              |
| США (Billboard Hot 100)                             | 62             |
| США (Billboard Hot Latin Songs)                     | 4              |

## Сертификации
| Регион                                                                      | Сертификация | Продажи |
| --------------------------------------------------------------------------- | ------------ | ------- |
| Испания (PROMUSICAE)                                                        | Золотой      | 30 000  |
| Данные о продажах + прослушиваниях приведены только на основе сертификации. |              |         |